# Geoparque Naturtejo

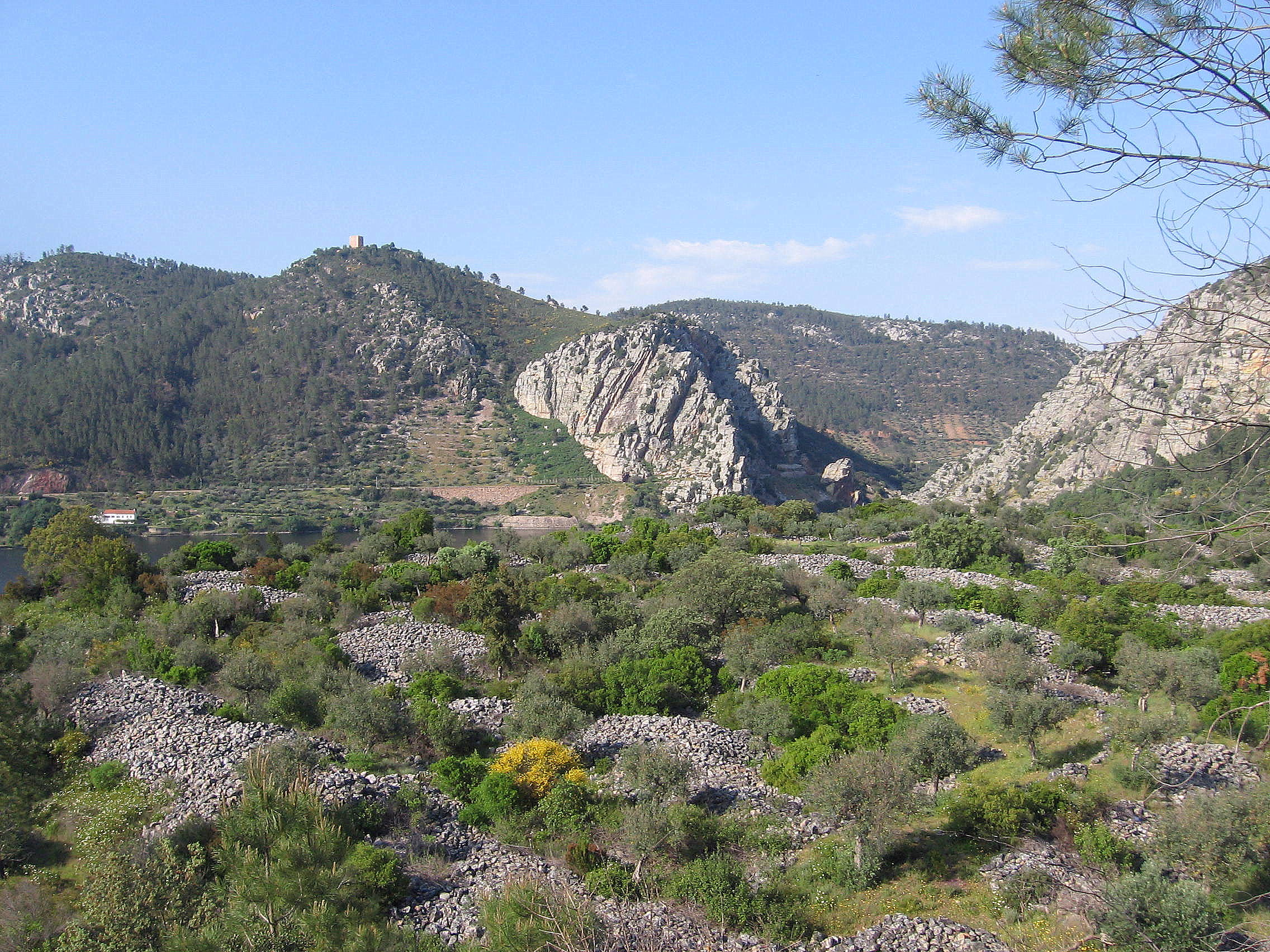
Conhal do Arneiro visto do Castelejo, com as Portas de Ródão em fundo

O Geoparque Naturtejo da Meseta Meridional é um geoparque com 4617  km2 que se estende pela área composta pelos municípios de Castelo Branco, Idanha-a-Nova, Nisa, Oleiros, Penamacor, Proença-a-Nova e Vila Velha de Ródão, apresentando um vasto património geomorfológico, geológico, paleontológico e geomineiro.
Está integrado na Rede Mundial de Geoparques, criada em 2004 pela UNESCO e à qual aderiu no ano de 2006 e à rede de reservas da biosfera desde 2015.
O seu objectivo é valorizar os locais que agem como testemunhos-chave da História da Terra, fomentando o emprego e promovendo o desenvolvimento económico regional.

## Geossítios
No território do Geopark Naturtejo foram inventariados 176 geossítios, dos quais se destacam 17 geomonumentos.

### Geossítios de interesse hidrogeológico
- Águas termais

1. Fonte Santa de Monfortinho (Monfortinho)
2. Fonte das Virtudes (Vila Velha de Ródão)

- Águas minero-medicinais frias

1. Fonte dos Sinos (São Miguel de Acha)
2. Horta de Almortão - Banhos Santos
3. Fonte de Santa Maria Madalena
4. Nascente da Senhora de Orada
5. Termas da Fadagosa de Nisa
6. Senhora dos Remédios

- Águas de Nascente

1. O Nascente

- Fluvial

1. Miradouro de Sobral Fernando
2. Pego do Inferno
3. "Meandro Abandonado" da Azenha do Barbeiro

### Geossítios de interesse tectónico
- Varisco

1. Penedo do Bico
2. Corte do caminho de Sobral Fernando – Carregais
3. Pedreira de Venda
4. Miradouro Geomorfológico do Galego
5. Miradouro Geomorfológico do Cabeço de Corgas
6. Portas do Ocreza

### Geossítios de interesse petrológico/mineralógico
- Petrologia/Mineralogia: meteorização

1. Pedreira do Valagoto (Termas de Monfortinho)

- Petrologia/Mineralogia: plutonismo

1. Corte Geológico do Ribeiro de S. Domingos / Pedras Negras

- Petrologia/Mineralogia: filões hidrotermais

1. Filão de Barite do Cabeço das Martianas (Segura)
2. Filão de Quartzo de Monte do Trigo
3. Sítio do Cobre (Vila Velha de Ródão)

- Petrologia/Mineralogia: metamorfismo de contacto

1. Corte Geológico do Muro de Sirga

### Geossítios de património geomineiro
1. Buraca da Moura de Chão de Galego
2. Conheira de Foz do Cobrão/Sobral Fernando-S’la Velha

## Geomonumentos
O Geopark Naturtejo é composto por 17 geomonumentos: 

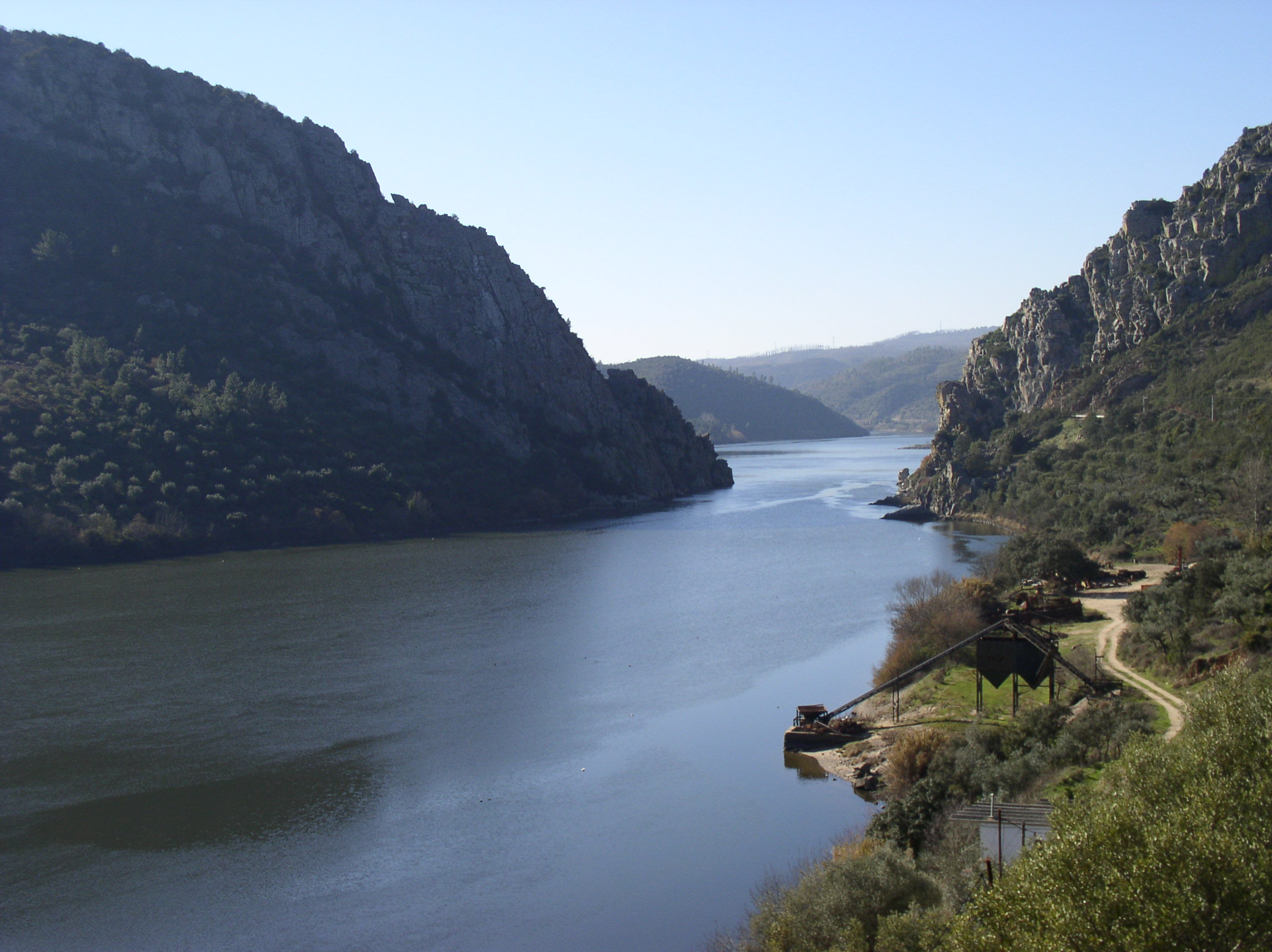
Portas de Ródão

1. Monumento Natural das Portas do Ródão (Vila Velha de Ródão / Nisa)
2. Parque Icnológico de Penha Garcia (Idanha-a-Nova)
3. Portas de Almourão (Proença-a-Nova / Vila Velha de Ródão)
4. Inselberge graníticos (Monsanto - Moreirinha - Alegrios - Idanha-a-Nova)
5. Meandros do Rio Zêzere (Oleiros)
6. Canhões fluviais do Erges (Idanha-a-Nova)
7. Morfologias graníticas da Serra da Gardunha (Castelo Branco)
8. Blocos pedunculados de Arez (Alpalhão - Nisa)
9. Mina de ouro romana do Conhal do Arneiro (Nisa)
10. Escarpa de falha do Pônsul (Nisa / Vila Velha de Ródão / Castelo Branco / Idanha-a-Nova)
11. Cascata das Fragas da Água d’Alta (Oleiros)
12. Rota das Minas de Segura (Idanha-a-Nova)
13. Antigo complexo mineiro de Monforte da Beira (Castelo Branco)
14. Tronco Fóssil de Perais (Vila Velha de Ródão) (desaparecido[4])
15. Miradouro geomorfológico das Corgas (Proença-a-Nova)
16. Garganta epigénica de Malhada Velha (Oleiros)
17. Complexo Mineiro Romano da Presa (Penamacor)